# Boss OD-2 Turbo Overdrive
Boss OD-2 Turbo Overdrive är en effektpedal för gitarr, tillverkad av Roland Corporation under varumärket Boss från 2007. Effektpedalen tillverkades i Japan och senare Taiwan.

## Historia
Boss OD-2 Turbo Overdrive skapades som en ersättare för Boss OD-1 Overdrive i mitten av 1980-talet. Målet var att skapa en pedal med två olika lägen, ett som liknar ljudet OD-1 och ett med mer distorsion och förstärkning. OD-2 är byggd med endast diskreta komponenter, och inga integrerade kretsar.
Produktionen av Boss OD-2 Turbo Overdrive flyttades från Japan till Taiwan i slutet av 1988. Efter att produktionen avslutats 1994, producerades OD-2R Turbo Overdrive, som hade en ingång för att växla mellan de olika lägena, i ytterligare 4 år.